# Pousada
Pousadas de Portugal är en kedja med hotell i Portugal. De drevs ursprungligen av staten, men drivs numera av Pestana. Hotellen startades i början av 1940-talet av ministern António Ferro, som även var poet och dramatiker. Hans tanke var att skapa hotell som var rustika och genuint portugisiska. Det första byggdes 1942 i Elvas, i Alentejo, det första av de hotell som Ferro kallade "små hotell som inte ser ut som hotell". Den pousadan är fortfarande i bruk. Det finns numera 44 pousador i historiska byggnader.   
2005 öppnades den första utanför Portugal, i Brasilien, och det är den största pousadan i kedjan. I Brasilien så betyder dock pousada ett enklare hotell, ungefär som ett vandrarhem, vilket kan leda till begreppsförvirring.

## Indelning
- Pousadas Históricas
- Pousadas Históricas Design
- Pousadas Charme
- Pousadas Natureza